# Émile Bouchard
Émile Joseph „Butch“ Bouchard (CM, CQ; * 4. September 1919 in Montreal, Québec; † 14. April 2012 in Longueuil, Québec) war ein kanadischer Eishockeyspieler, der im Verlauf seiner aktiven Karriere zwischen 1937 und 1956 unter anderem 898 Spiele für die Canadiens de Montréal in der National Hockey League auf der Position des Verteidigers bestritten hat. Bouchard, der als einer der besten Abwehrspieler der späten 1940er- und frühen 1950er-Jahre gilt, gewann während seiner 15 Spielzeiten in der NHL insgesamt viermal den Stanley Cup mit den Canadiens de Montréal. Darüber hinaus wurde er viermal in eines der NHL All-Star Teams berufen und im Jahr 1966 in die Hockey Hall of Fame aufgenommen. Sein Sohn Pierre Bouchard war ebenfalls professioneller Eishockeyspieler und gewann fünf Stanley Cups mit den Canadiens.

## Karriere
Zunächst stand der 1,88 m große Verteidiger für die Maple Leafs de Verdun in der Ligue de hockey senior du Québec (LHSQ) sowie die Providence Reds in der American Hockey League (AHL) auf dem Eis, bevor er zur Saison 1941/42 zu den Canadiens de Montréal stieß.
Für Montréal absolvierte der Rechtsschütze bis zur Saison 1955/56 insgesamt 898 NHL-Einsätze, dabei gelangen ihm 60 Tore und 166 Assists. Von 1948 bis zu seinem Karriereende 1956 war er zudem Kapitän des kanadischen Franchises, mit dem Bouchard viermal den Stanley Cup gewann (1944, 1946, 1953, 1956).
1966 wurde Émile Bouchard in die Hockey Hall of Fame aufgenommen, des Weiteren ist die Trophée Émile Bouchard der Ligue de hockey junior majeur du Québec (LHJMQ) nach ihm benannt. Außerdem ist er der Vater des ehemaligen NHL-Verteidigers Pierre Bouchard.
Seine Rückennummer 3 wurde am 4. Dezember 2009, am Tag des 100. Geburtstags der Canadiens, vor dem Spiel gegen die Boston Bruins, nach einer feierlichen Zeremonie vom Club gesperrt. Émile Bouchard starb am 14. April 2012 in Longueuil im Alter von 92 Jahren.

## Erfolge und Auszeichnungen
| - 1944 NHL Second All-Star-Team - 1944 Stanley-Cup-Gewinn mit den Montréal Canadiens - 1945 NHL First All-Star-Team - 1946 NHL First All-Star-Team - 1946 Stanley-Cup-Gewinn mit den Montréal Canadiens - 1947 NHL First All-Star-Team - 1947 Teilnahme am NHL All-Star-Game - 1948 Teilnahme am NHL All-Star-Game | - 1950 Teilnahme am NHL All-Star-Game - 1951 Teilnahme am NHL All-Star-Game - 1952 Teilnahme am NHL All-Star-Game - 1953 Teilnahme am NHL All-Star-Game - 1953 Stanley-Cup-Gewinn mit den Montréal Canadiens - 1956 Stanley-Cup-Gewinn mit den Montréal Canadiens - 1966 Aufnahme in die Hockey Hall of Fame |

### Sonstige
- 2008 Chevalier des Ordre national du Québec
- 2009 Member des Order of Canada

## Karrierestatistik
(Legende zur Spielerstatistik: Sp oder GP = absolvierte Spiele; T oder G = erzielte Tore; V oder A = erzielte Assists; Pkt oder Pts = erzielte Scorerpunkte; SM oder PIM = erhaltene Strafminuten; +/− = Plus/Minus-Bilanz; PP = erzielte Überzahltore; SH = erzielte Unterzahltore; GW = erzielte Siegtore; 1 Play-downs/Relegation; Kursiv: Statistik nicht vollständig)